# Avi Singolda
Avi (Avraham) Singolda (în ebraică:אבי (אברהם) סינגולדה) n. 8 iunie 1959, Yeruham, Districtul de Sud, Israel) este un chitarist israelian, unul din cei mai însemnați din Israel. 

## Biografie

### Copilărie și tinerețe
Avi Singolda s-a născut în 1959 în orășelul Yeruham din sudul Israelului într-o familie cu preocupări muzicale. Tatăl său, Michael Singolda, originar din Botoșani,România, era mecanic auto, dar și muzician, și  cânta la nunți. Singolda a învățat singur din copilărie să cânte la mai multe instrumente. La șase ani cânta la mandolină, iar de la 9 ani la chitară. A admirat formațiile muzicale Deep Purple, Beatles precum și cea mai importantă formatie israeliană de rock Kaveret și a exersat mult tehnicile acestora. 
În timpul serviciului militar a fost, în cele din urmă primit ca chitarist într-un ansamblul militar de muzică și divertisment. După lăsarea la vatră a lucrat un timp la compania CBS de produs discuri de vinil 

### Cariera muzicală
În 1982 fiind concentrat ca rezervist in timpul Războiului din Liban pentru a cânta în fața soldaților, a fost remarcat
de producătorul muzical Eldad Shrem care l-a recomandat pentru a lua parte la un spectacol la Teatrul Beit Lessin. În continuare a început să fie solicitat ca acompaniator al unui număr mare de cântăreți - Oshik Levi, Dani Litani, Ariel Zilber, Shem Tov Levi, grupul Hakol over habibi. Prin Shem Tov Levi a ajuns să participe la două discuri ale lui Arik Einstein 
În 1989 a cântat în formația Hatúl Shahor (Motan negru) condusă de Zeev Tene cu care a înregistrat  albumul purtând numele formației.
Apoi a cântat în formația de instrumentiști a solistului vocal și compozitorului Uzi Hitman, sub conducerea lui Nancy Brandes.
În 1991 s-a alăturat ansamblului Kriza al lui David Krivoshi și până în 1992 l-a acompaniat din nou pe cântărețul și compozitorul Ariel Zilber.
În 1992 a participat la formația cântărețului-autor Shlomo Artzi care înregistra în acea vreme albumul Yareakh (Lună). De atunci nu a încetat o clipă colaborarea cu Artzi, participând la toate turneele de concerte și albumele acestuia.
Singolda a înregistrat în mod permanent și cu Igal Bashan începând cu albumul „Kan bemtza hahayim” (Aici în mijlocul vieții) (1994).
De asemenea, a luat parte anual la Festivalul cântecului ebraic de la Ein Ghev (Eyn Gev) mai ales la concertul principal al festivalului.
Singolda a colaborat cu un mare număr de cântăreți muzicali israelieni precum Eyal Golan, Arkadi Duhin, Arik Einstein, Nurit Galron, Uzi Hitman, Dudu Faruk, Omer Adam, Sarit Haddad și Hanan Ben Ari. 
În înregistrările sale el a îmbinat stiluri diverse, inclusiv muzica clasică și jazzul.  
Producătorul George Martin care a lucrat cu Beatles l-a asociat pe Singolda într-un spectacol cu muzica acestei formații ca interpret solo la chitară clasică a cântecului „Here Comes the Sun”. .
Singolda a participat și la banda sonoră a unor seriale din străinătate,ca de pildă serialul american „Totul despre sex”.
Cu ocazia unui sejur în Anglia l-a cunoscut  pe  Brian May din formația Queen și a cumpărat de la el una din chitarele sale deosebite.
În 2002 a participat in Israel la Proiectul compozitorului și cântărețului Idan Raichel.
În 2006-2007 a dat lecții de chitară la Școala superioară de muzică Rimon din Ramat Hasharon.
În cadrul unui concert radio  Ziua Independenței a Israelului 2010 al canalului Reshet Ghimel al companiei MAKO a ocupat locul întâi în top după votul ascultătorilor.În acelasi an a participat la un album al solistului Lior Davidi.  
În 2011 a inițiat spectacolul „Singolda și prietenii” în care interpretează din clasicii chitarei rock cu a căror muzică a crescut:Deep Purple, Gary Moore, Carlos Santana, Led Zeppelin, Eric Clapton, Jimi Hendrix, The Shadows, Kaveret (din care mai ales muzica lui Itzhak Klepter zis „Churchill”), Beatles etc   
În 2015 a lansat un disc cu acest nume, concentrat pe piese instrumentale, inclusiv Apache al lui Shadows si un potpuriu cu muzica formatiei Kaveret, precum si numere vocale cu cântăreții Mika Sade, Gilan Shahaf si Keren Tennenbaum, de asemenea Naomi la vioară și ca voce de fond. La concertele sale obisnuieste să urce pe scenă și copii pe care îi indrumă în cântatul la chitară.
Până în 2018 Singolda a prezentat în vreme de cinci sezoane cuprinzând 175 episoade, programul „Aní ghitara” (Eu sunt o chitară, după un cantec interpretat în trecut de Benny Amdurski) care a fost difuzat la Televiziunea școlară (între timp desființată) si care este transmis în reluare până astăzi de canalul public de televiziune Kan.
Singolda colaboreaza și cu artiști și producători din domeniul muzicii hasidice, intre care Mona Rosenblum, Yosef Moshe Kahana si Yoeli Dickman. A aparut si in așa numitul Florilegiu de povestiri Carlebach si a colaborat cu rabinul Shabtai Sabato în producția unor discuri muzicale.  
El cântă la chitară electrică, clasică, acustică, buzuki etc.

### Viața privată
Singolda este căsătorit din 1981 cu Zohar, cu care are doi fii - Royi Singolda, care este medic,și Adam Singolda (născut in 1981), fondatorul și directorul general al firmei de hightech Taboola.Com, specializată în recomandări de conținuturi de internet.
Fratele mai mic, Golan Singolda,este și el chitarist acompaniator al cântăreței Margalit Tzaanani  